# Kvajáva hrušková

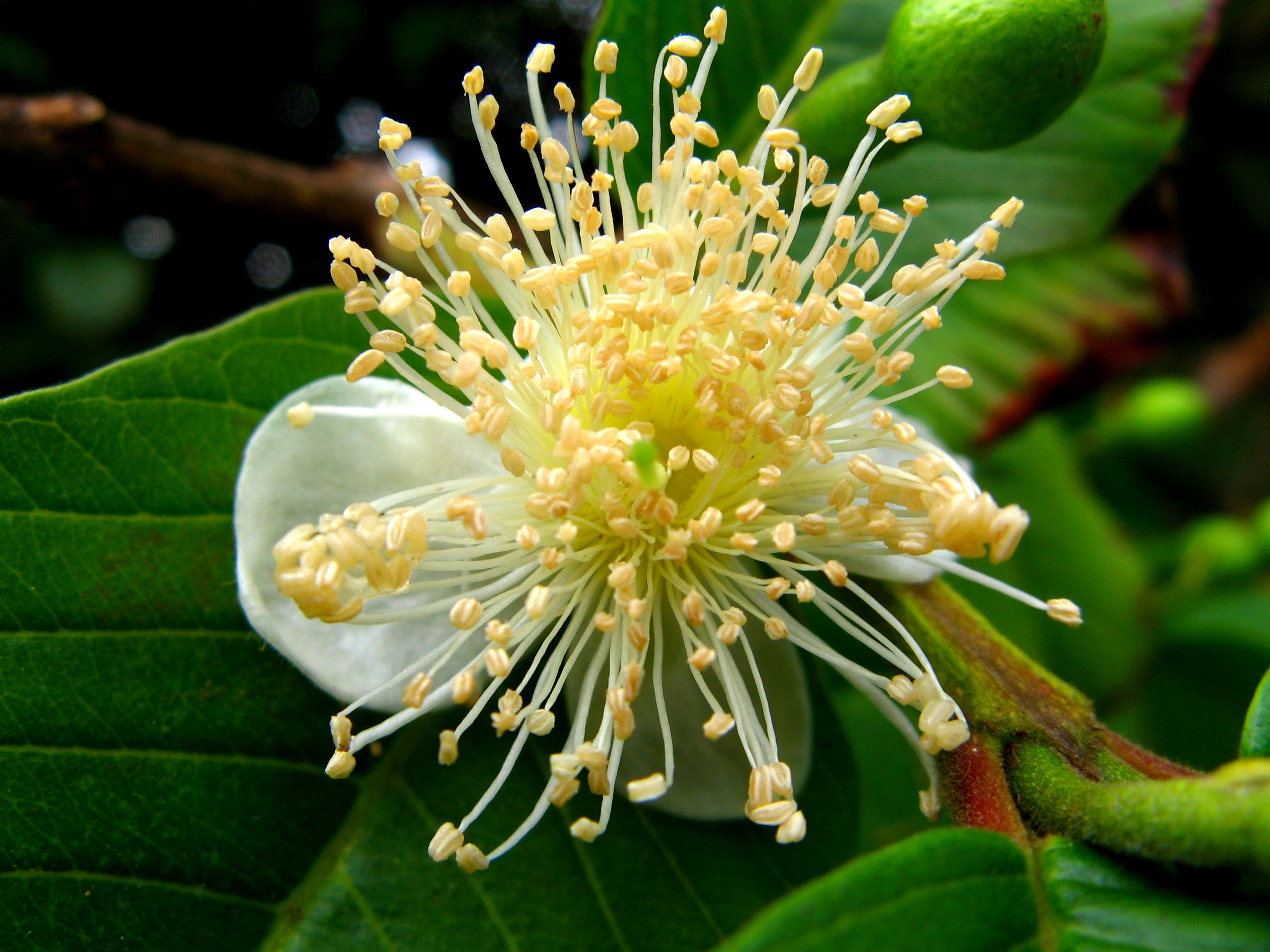
Květ

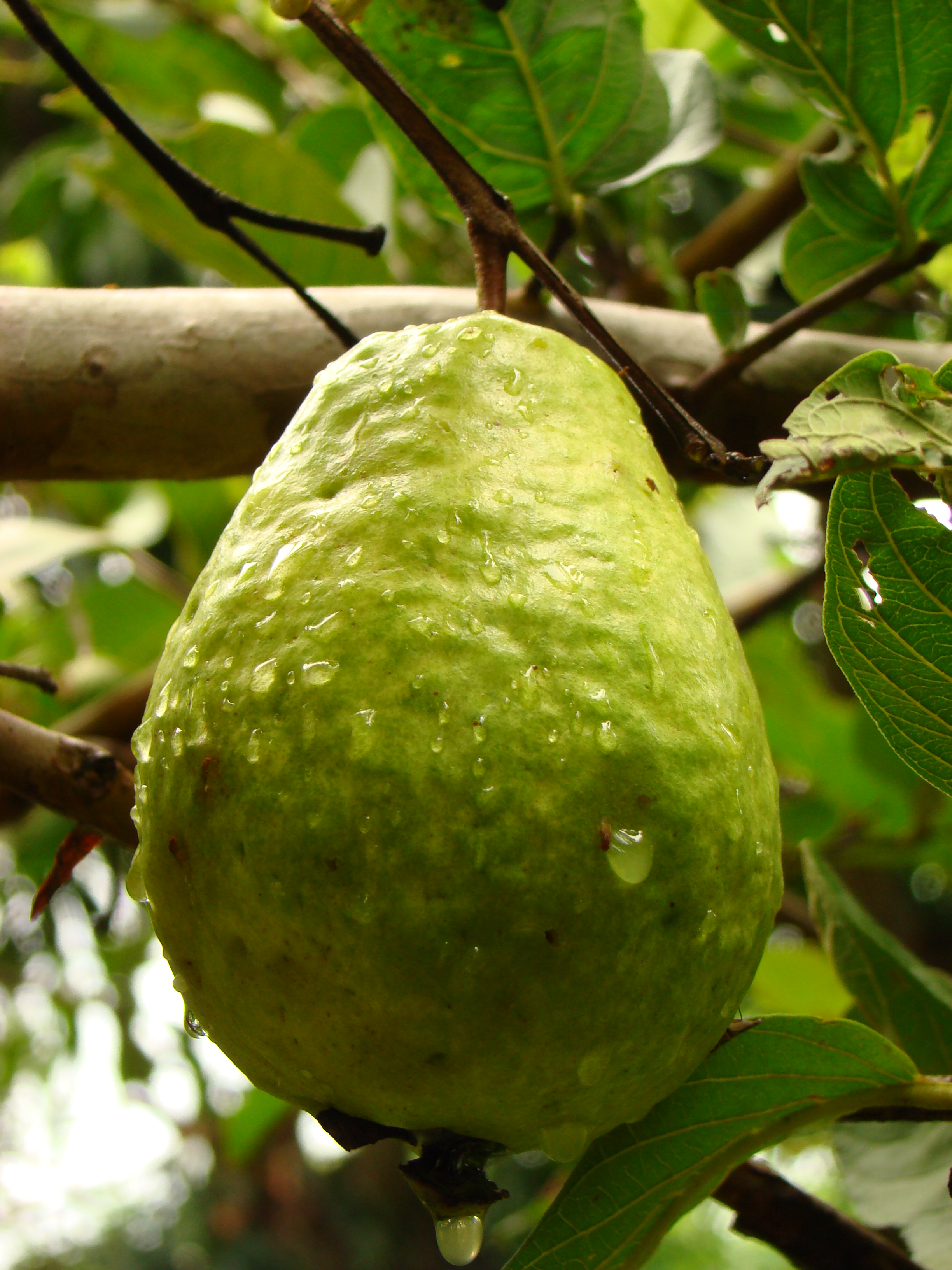
Plod

Kvajáva hrušková (Psidium guajava) je nevelká, stálezelená dřevina pocházející z tropů Střední a Jižní Ameriky a Karibiku. Pro chutné plody, česky nazývané kvajáva, byla rozšířena do tropických a subtropických oblastí téměř po celém světě.

## Ekologie
Nenáročná, rychle rostoucí rostlina z tropických i subtropických oblastí. Dobře roste v půdě obsahující hodně jílu, slínu, písku nebo i štěrku a jejíž pH se pohybuje v rozsahu 4,5 až 9,5; snáší i mírné zasolení. V průběhu vegetace potřebuje pro tvorbu plodů ideální teplotu v rozmezí 25 až 30 °C, některé odrůdy z horských oblastí Ekvádoru, rostoucí v nadmořské výšce až 2 000 m, přežívají v období vegetačního klidu i pokles teploty k 0 °C. Snáší i opakující se nedlouhá období sucha a mírné zastínění. Nejvíce však plodí na místech s průměrnými, rovnoměrně rozdělenými ročními srážkami 1000 až 2000 mm.

## Popis
Keř nebo nízký strom vysoký do 8 m, hustě větvený, se šupinatě se odlupující kůrou (červenohnědá nahoře a zelenavá vespod), s průměrem kmene menším než 25 cm. Vstřícně vyrůstající, aromatické, kožovité listy mají krátké řapíky a bývají velké 5 až 15 × 4 až 6 cm. Jejich čepele jsou eliptického tvaru, bázi mají zaoblenou nebo klínovitou, po obvodě jsou celokrajné, na vrcholu tupé a spodní stranu s vyniklými postranními žilkami v 10 až 15 párech mají světlejší než horní a často porostlou přitlačenými chlupy.
Vonné květy, mající v průměru asi 3 cm, vyrůstají po jednom až třech z úžlabí listů. Jsou oboupohlavné, čtyř nebo pětičetné a mají okvětí vytvořeno vespod srostlým, vytrvalým kalichem a korunou s bílými, laločnatými plátky. Ze zvonkovité češule vyrůstá velký počet (i 250) bílých tyčinek se žlutými prašníky a ze čtyř plodolistů vytvořený spodní semeník se čnělkou s hlavičkovitou bliznou. Hlavním opylovačem je včela medonosná.
Plod je hladká, neb mírně hrbolatá bobule 4 až 12 cm dlouhá, 0,3 až 0,5 kg těžká, se zaschlými kališními lístky na vrcholu. Před uzráním je zelená a tvrdá, gumovitá dužina má svíravou chuť. Ve zralosti je kvajáva žlutá a má červenou, měkkou, šťavnatou dužinu lahodné chuti a sladce voňavou. Obsahuje obvykle hodně (až 500), asi 3 mm velkých, převážně tvrdých semen, existují ale šlechtěnci i bez semen.
Za dobrých podmínek jsou schopné vykvést již dvou až čtyřleté stromy, plný výnos poskytují počínaje 5. až 8. rokem. Rostliny se průměrně dožívají 40 let, produkce však po 15 až 25 létech klesá, lze je omladit drastickým řezem. Plody se vytváření na nových výhoncích vyrostlých ze starého dřeva, proto se musí stromy pro zachování dobré plodnosti pravidelně prořezávat.

## Plody
Ovoce dozrává za tři až pět měsíců po opylení, v příznivých klimatických podmínkách bývají za rok dvě sklizně a strom poskytne až 450 plodů. Jsou citlivé na otlak a následnou hnilobu, rychle přezrávají a ve zralosti bývají poškozovány ptáky a kaloni. Pro průmyslové zpracování se zralé setřásají vibrátory do plastových sítí, pro obchod se polozralé protrhávají ručně (3 × týdně), asi týden dozrávají rozložené na slámě a pak proložené tkaninou se odesílají v chladicích vozech k odběrateli. Kombinaci správné teploty, vlhkosti a namáčení do fungicidů, kyseliny giberelové a voskové emulze se zvýší jejich trvanlivost, a tudíž i prodejnost, až o 30 dnů.

## Rozmnožování
Dřevina se přirozeně rozmnožuje semeny, která si podržují životaschopnost po mnoho měsíců. Klíči nepravidelně, za tři až osm týdnů, předběžné namáčení klíčení urychlí. Semenáče jsou za dva roky vysoké až 70 cm a mohou se sázet na trvalá stanoviště.
Byly vyšlechtěny desítky nových odrůd vhodné pro specifické půdní i klimatické podmínky. Šlechtí se na plodnost, chuť, dobu zraní, odolnost při transportu a na zachování kvality po dlouhou dobu po utržení. Tyto variety se pro zachování získaných vlastností nemnoží semeny, ale řízkováním. Řízky dlouhé asi 15 cm se získávají z kořenů, nebo se kořeny ponechané v zemi od stromu odříznou a v místě řezu vyrostou nové rostliny; nejvýnosnější způsobem je získávání řízku z vyzrálého dřeva při průklestu, kdy asi 1 cm dlouhé a 2 cm tlusté řízky při zastínění, velkém teple a vlhkosti zakoření s 90 % úspěšnosti. Rostliny pěstované z řízků však netvoří středový, hluboký kořen a proto se nově rozvinulo roubování nebo očkování vyšlechtěných odrůd na speciální podnože, takto vzniklé stromy však nemívají přímý kmen.

## Rozšíření
Kvajáva hrušková je rostlinou dobře se přizpůsobující širokému rozsahu podmínek prostředí. Snáší poměrně dobře stín, velmi brzy a pravidelně plodí a její plody obsahují hodně semen. Obvykle bývají stromy vysázeny v zahradách nebo v malých hájích, z toho se vymykají nové rozsáhlé plantáže v Indii (50 000 ha), Mexiku (15 000 ha), v Brazílii a atd.
Plody jsou oblíbenou potravou mnoha ptáků i savců (kaloni, netopýři, hlodavci, prasata), kteří jejich semena v hojné míře šíří po okolí. Takto vznikají v původní krajině husté houštiny, které vytlačují původní vegetaci a jsou považované za invazní plevel a nákladně ničeny. Tyto invazní rostliny jsou někdy hodnoceny jako vetřelci lesních okrajů, pastvin, břehů vodních toků, okrajů cest a všech narušených míst. Nekontrolovaně se rozrůstají hlavně na Novém Zélandu, Havaji, tichomořských ostrovech, na Floridě, Bermudách,v Portoriku, Brazílii i v Ugandě. Plody divokých kultur v Karibiku jsou hostitelem dvoukřídlého hmyzu z čeledi octomilek Anastrepha suspensa, které napadají citrusové plody.